# Europamästerskapen i skidskytte 2003
Europamästerskapen i skidskytte 2003 genomfördes 26 februari – 2 mars  2003 i Forni Avoltri, Italien.

## Distans herrar 20 km
| Placering | Åkare               | Land        |
| --------- | ------------------- | ----------- |
| 1.        | Oleksandr Bilanenko | Ukraina     |
| 2.        | Aleksej Ajdarov     | Vitryssland |
| 3.        | Marco Morgenstern   | Tyskland    |

## Distans damer 15 km
| Placering | Åkare               | Land     |
| --------- | ------------------- | -------- |
| 1.        | Jelena Chrustaljeva | Ryssland |
| 2.        | Olena Petrova       | Ukraina  |
| 3.        | Ina Menzel          | Tyskland |

## Sprint herrar 10 km
| Placering | Åkare                | Land        |
| --------- | -------------------- | ----------- |
| 1.        | Aleksej Korobejnikov | Ukraina     |
| 2.        | Vladimir Dratjev     | Vitryssland |
| 3.        | Carsten Pump         | Tyskland    |

## Sprint damer 7,5 km
| Placering | Åkare                | Land      |
| --------- | -------------------- | --------- |
| 1.        | Martina Halinarová   | Slovakien |
| 2.        | Svetlana Isjmuratova | Ryssland  |
| 3.        | Jekaterina Ivanova   | Bulgarien |

## Jaktstart herrar 12,5 km
| Placering | Åkare             | Land        |
| --------- | ----------------- | ----------- |
| 1.        | Andrej Deryzemlja | Ukraina     |
| 2.        | Alexander Os      | Norge       |
| 3.        | Vladimir Dratjev  | Vitryssland |

## Jaktstart damer 10 km
| Placering | Åkare              | Land        |
| --------- | ------------------ | ----------- |
| 1.        | Jekaterina Ivanova | Vitryssland |
| 2.        | Olena Zubrilova    | Vitryssland |
| 3.        | Ina Menzel         | Tyskland    |

## Stafett 4 x 7,5 km herrar
| Placering | Land        | Åkare                                                               |
| --------- | ----------- | ------------------------------------------------------------------- |
| 1.        | Tyskland    | Daniel Graf, Carsten Pump, Jörn Wollschläger, Marco Morgenstern     |
| 2.        | Ryssland    | Vitalij Tjernitjev, Sergej Konovalov, Filip Sjulman, Ivan Tjerezov  |
| 3.        | Vitryssland | Aleksej Ajdarov, Vladimir Dratjev, Rustam Valiullin, Oleg Ryzjenkov |

## Stafett 4 x 6 km damer
| Placering | Land        | Åkare                                                                       |
| --------- | ----------- | --------------------------------------------------------------------------- |
| 1.        | Ryssland    | Jelena Chrustaljeva, Anna Bogali-Titovets, Julia Makarova, Irina Malgina    |
| 2.        | Tjeckien    | Lenka Faltusová, Zdeňka Vejnarová, Irena Česneková, Kateřina Holubcová,     |
| 3.        | Vitryssland | Lilia Vajgina-Jefremova, Olga Nazarova, Jekaterina Ivanova, Olena Zubrilova |